# 洛-雷宁厄
洛-雷宁厄（荷蘭語：Lo-Reninge，荷蘭語發音：[ˌloːˈreːnɪŋə]）是比利时弗拉芒大區西佛兰德省迪克斯迈德区的一座城市，通行荷蘭語，是弗拉芒社群的一部分，面积63.4平方千米，人口3,289人（2018年1月1日）。這裡是佛兰德畫家雅克-阿尔贝·瑟纳夫的出生地。

## 地理
洛-雷宁厄由四个片区组成：洛、诺德斯霍特、波林克霍弗与雷宁厄。